# Gaetano Aloisi Masella
Gaetano Aloisi Masella (né le 30 septembre 1826 à Pontecorvo dans le Latium, et mort le 22 novembre 1902 à Rome) est un cardinal italien du XIXe siècle. Il est l'oncle du cardinal Benedetto Aloisi Masella.

## Biographie
Aloisi Masella exerce des fonctions au sein de la curie romaine, notamment comme secrétaire de la Congrégation pour la Propaganda Fide. Il est élu archevêque titulaire de Néocésarée-du-Pont (de) en 1877 et envoyé comme nonce apostolique en Bavière puis au Portugal (en) en 1879.
Le pape Léon XIII le crée cardinal lors du consistoire du 14 mars 1887. Le cardinal Masella est préfet de la Congrégation des indulgences et reliques, préfet de l'office du planning économique de la Congrégation pour la Propaganda Fide et préfet de la Congrégation des rites de 1889 à 1897. Il est camerlingue du Sacré Collège en 1892-1893.

## Succession apostolique
Gaetano Aloisi Masella a ordonné les évêques suivants :
- Cardinal José Sebastião d'Almeida Neto, O.F.M. (1880)
- Patriarche António Sebastião Valente (pt) (1881)
- Archevêque Paolo Emilio Bergamaschi (1893)
- Évêque Michele Cardella (it), C.P. (1896)
- Évêque Luciano Bucci (it), O.F.M. (1899)
- Évêque Antonio Maria Jannotta (1900)
- Cardinal Franz Xaver Nagl (1902)